# Smilosicyopus
Smilosicyopus là một chi của Họ Cá bống trắng.

## Các loài
Chi này hiện hành có các loài sau đây được ghi nhận:
- Smilosicyopus bitaeniatus (Maugé, Marquet & Laboute, 1992)
- Smilosicyopus chloe (Watson, Keith & Marquet, 2001) (Chloe's Sicyopus)
- Smilosicyopus fehlmanni (Parenti & Maciolek, 1993)
- Smilosicyopus leprurus (H. Sakai & M. Nakamura, 1979)
- Smilosicyopus mystax (Watson & G. R. Allen, 1999)
- Smilosicyopus pentecost (Keith, Lord & Taillebois, 2010) (Pentecost Sicyopus)
- Smilosicyopus sasali (Keith & Marquet, 2005)